# Mukwonago (Wisconsin)
Mukwonago – miasto w Stanach Zjednoczonych, w stanie Wisconsin, w hrabstwie Waukesha.